# Koléré (Touroua)
Koléré est un village du Cameroun situé dans le département de la Bénoué et la Région du Nord, , à proximité de la frontière avec le Nigeria. Il fait partie de la commune de Touroua. Sa population n'est pas référencée dans le recensement de 2005 réalisé par le Bureau central des recensements et des études de population (BUCREP). 